# سمندر مائي مخطط
السمندر المائي مخطط (الاسم العلمي: Ommatotriton)، هو جنس من البرمائيات يتبع فصيلة السمندرية.

## الأنواع
يحتوي على نوعان فقط.
- السمندر المائي المخطط الشمالي (الاسم العلمي: Ommatotriton ophryticus)
- السمندر المائي المخطط الجنوبي (الاسم العلمي: Ommatotriton vittatus)